# 1717 au Canada
Pour un article plus général, voir Chronologie du Canada.
Cet article traite des événements qui se sont produits durant l'année 1717 au Canada.

## Événements

### Nouvelle-France
- 3 juillet : début de la construction de la forteresse de Louisbourg[1]. Elle relance le commerce triangulaire en Nouvelle-France en ayant pour les Français un port ouvert à longueur d’année.
- 5 juillet : déclaration du conseil du roi qui abolit l’usage de la monnaie de carte canadienne. Le Conseil royal du Québec sursoit à l’application de la déclaration et les cartes continuent d’avoir cours jusqu’en 1719[2].
- Juillet : début de l’expédition du lieutenant de La Noue vers le lac à la Pluie et le lac des Bois. Il érige un poste pourvu d’une garnison militaire à l’embouchure du lac Nipigon et un établissement moins important à l’embouchure de la rivière Kaministiquia près du lac à la Pluie (fort Caministigoyan)[3].
- 27 septembre : l’administration du Pays des Illinois comprenant la région nord du Mississippi passe du Canada à la Louisiane[4].
- 17 octobre : concession de la seigneurie du Lac-des-Deux-Montagnes à la compagnie du Saint Sulpice[5]. Les activités de la mission du fort Lorette sur l’île de Montréal sont transportés en ce lieu.

- Début de la construction des fortifications de Montréal.
- Joseph de Monbeton de Brouillan devient gouverneur de l’Île Royale.
- Construction du fort La Baye dans le Wisconsin actuel.

### Possessions anglaises
- La Compagnie de la Baie d’Hudson établit le poste de traite Churchill à l’embouchure de la Rivière Churchill.

## Naissances
- 29 janvier : Jeffery Amherst, officier de l'armée britannique et administrateur († 3 août 1797).
- 3 septembre : François-Pierre Cherrier, marchand et notaire († 21 juillet 1793).
- 9 novembre : Louis-Joseph Gaultier de La Vérendrye, explorateur et négociant († 15 novembre 1761).

## Décès
- 19 avril : Pierre Boucher, explorateur, colon et seigneur (° 1er août 1622).
- Octobre : Philippe de Pastour de Costebelle, premier gouverneur de l'Île Royale (° novembre 1661).
- Nicolas Perrot, commerçant de fourrure et explorateur (° 1644).